# 金眼狼鱸
金眼狼鱸（学名：Morone chrysops）也称白鲈（英語：white bass），為輻鰭魚綱鱸形目鱸亞目狼鱸科的一種，為溫帶魚類，分布於北美洲加拿大魁北克、哈德遜灣、五大湖至美國密西西比河、格蘭德河流域，體長可達45公分，棲息在河川、湖泊底層水域，會進行洄游，以橈腳類、魚類等為食，生活習性不明，可做為遊釣魚。繁殖期为5月，产卵数可达25-100万个之多。作为入侵物种，在许多国家被禁止放流。

## 擴展閱讀
維基物種上的相關：金眼狼鱸